# Hypericum vesiculosum
Hypericum vesiculosum är en johannesörtsväxtart som beskrevs av August Heinrich Rudolf Grisebach. Hypericum vesiculosum ingår i släktet johannesörter, och familjen johannesörtsväxter. Inga underarter finns listade i Catalogue of Life.